# Brad Schimel

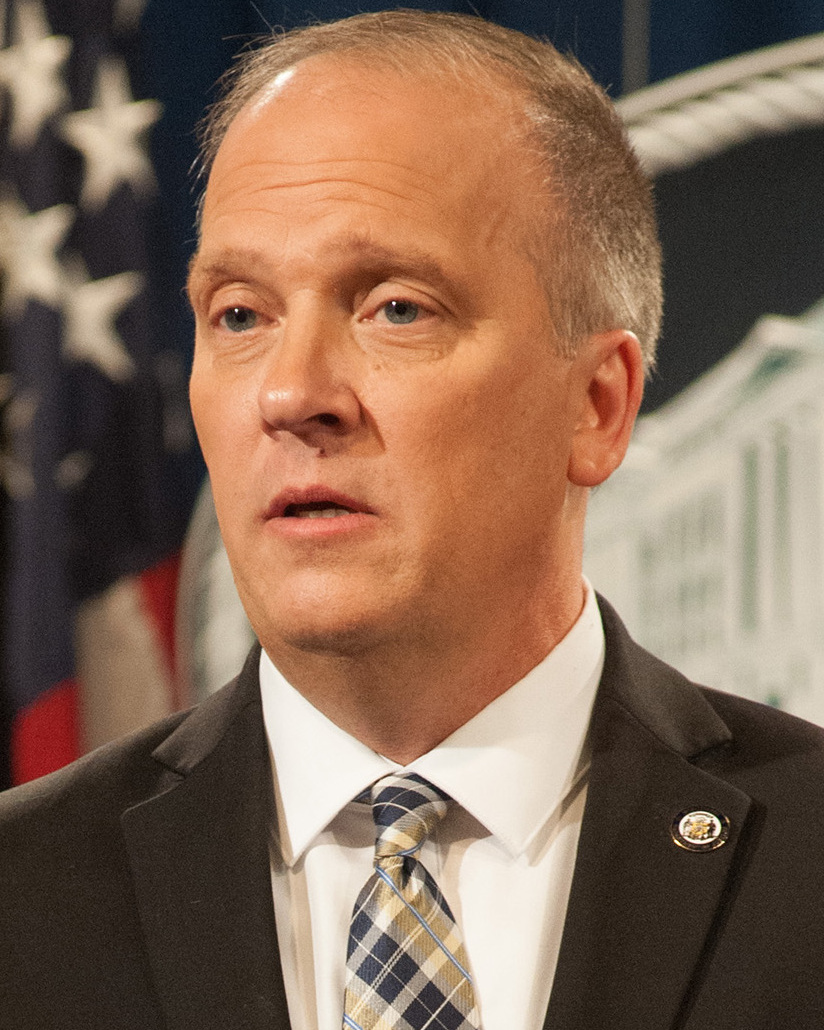
Brad Schimel (2018)

Brad David Schimel (* 18. Februar 1965) ist ein US-amerikanischer Rechtsanwalt, Richter und republikanischer Politiker aus Wisconsin.
Seit 2019 ist er Richter am Bezirksgericht (Circuit Court) von Wisconsin im Waukesha County. Zuvor war er von 2015 bis 2019 der 44. Attorney General von Wisconsin und von 2007 bis 2015 Bezirksstaatsanwalt im Waukesha County. Während seiner Zeit als Attorney General setzte sich Schimel für Abtreibungsgegner ein und half dabei, eine Koalition von 20 Bundesstaaten bei der Einreichung einer Klage zur Aufhebung des Affordable Care Act anzuführen.
Bei seinem Wiederwahlversuch im Jahr 2018 unterlag er dem Demokraten Josh Kaul, wurde aber anschließend von Gouverneur Scott Walker zum Richter am Bezirksgericht von Wisconsin ernannt. Schimel unterlag – trotz massiver Unterstützung in Form von mehr als 20 Mio. Dollar einer Gruppe von Elon Musk angeführter republikanischer Spender – bei der Wahl für den Wisconsin Supreme Court am 2. März 2025 der liberalen Kandidatin Susan Crawford. Das Gesamtspendenaufkommen betrug mehr als 100 Mio. Dollar. Bei der Wahl 2025 in Wisconsin handelte es sich aufgrund des hohen Spendenaufkommens um den bislang teuersten "Richterwahlkampf" in der Geschichte der Vereinigten Staaten.